# Ödthal
Ödthal ist ein Gemeindeteil von Birgland im Landkreis Amberg-Sulzbach in der bayerischen Oberpfalz.

## Geografie
Die Einöde im Norden des Oberpfälzer Jura ist einer von 42 amtlich benannten Gemeindeteilen der Gemeinde Birgland im westlichen Teil der Oberpfalz. Das auf einer Höhe von 504 m ü. NHN gelegene Ödthal ist etwa zwei Kilometer von dem nordnordöstlich liegenden Kirchdorf Schwend entfernt, aus dem es in der ersten Hälfte des 19. Jahrhunderts durch einen sogenannten Ausbruch entstanden war.

## Geschichte
Die Gründung von Ödthal als eigener Gemeindeteil fand 1827 statt, als das Anwesen mit der Hausnummer 5 aus dem Ort Schwend administrativ herausgebrochen wurde. Die Einöde wurde damit zu einem neuen Gemeindeteil der Ruralgemeinde Schwend, die zu Beginn des 19. Jahrhunderts durch die Verwaltungsreformen im Königreich Bayern entstanden war. Im Zuge der Gebietsreform in Bayern  wurde Ödthal zusammen mit der Gemeinde Schwend am 1. Juli 1972 in die neu gebildete Flächengemeinde Birgland eingegliedert. 1987 hatte Ödthal sechs Einwohner.

## Verkehr
Direkt südöstlich des Ortes verläuft eine von Ödhaag nach Aicha führende Gemeindeverbindungsstraße. Der ÖPNV bedient die Einöde an einer Haltestelle der Buslinie 66 des VGN. Der am schnellsten erreichbare Bahnhof befindet sich in Sulzbach-Rosenberg an der Bahnstrecke Nürnberg–Schwandorf.